# マックス アナーキー
『マックス アナーキー』（MAX ANARCHY）は、セガより2012年7月5日に発売されたPlayStation 3及びXbox 360用対戦アクションゲーム。
ジャンルは乱戦格闘アクション。

## あらすじ
遠い未来、度重なる戦争とそれに伴う環境汚染により、世界は混沌（カオス）に包まれ、荒廃していた。新興国が作り出す汚染物質は、原因不明の病や奇形児が生まれるという結果を作ってしまうが、ナノマシンやサイボーグ技術が実用化され、それらはある程度の突然変異を抑え、足りない四肢を補えるようになり、人間達は逞しく生き残っていた。
ある日、辺境の荒廃都市アルタンブラに失踪者であるマックスを探すジャックと、マックスを裏切り者として追うレオが街に訪れる。

## システム

### ネットワークモード
ネットワークモードは、個人戦とチーム戦に分かれており、その中からさらに多くの種類に分かれている。
バトルロイヤル
個人戦。最大16人との乱闘が可能。獲得ポイントの多いものが優勝となる。
デスマッチ
個人戦。最大4人との乱闘が可能。
ケージマッチ
個人戦。ケージに囲まれた状態で1対1で戦うモード。1ラウンド99秒・3ラウンド先取と、対戦型格闘ゲームに近いシステムを持つ。
サバイバル
チーム戦。最大3人までのチームを組み、押し寄せてくるモンスターの大群をなぎ倒すモード。全10ラウンドで、1ラウンドにつき1分。チームを全滅させずに全ラウンド制覇すればクリアとなる。
チームデスマッチ
チーム戦。チームに分かれて戦うモード。1チームにつき最大4人まで参加出来る。
チームバトル
チーム戦。隊長役・衛生兵役などといったグループを作り、相手の隊長を狙うモード。チームバトル同様1チームにつき最大4人まで参加出来る。
デスボール
チーム戦。バスケットボールと格闘が融合したようなスポーツを楽しむモード。チームバトル同様1チームにつき最大4人まで参加出来る。

## 登場キャラクター

### メインキャラクター
ジャック・ケイマン（Jack Cayman）
声優：中田譲治 / スティーヴン・ブルーム
年齢：42歳 / 身長：218cm / 体重：230kg / 分類：Cyborg
キラーウェポン：ゲイタートゥース（Gator Tooth）
本編（ブラックサイド）の主人公。
誘拐事件や失踪事件、逃亡犯など、警察では対応しきれない案件を請け負う凄腕のチェイサー（追跡者）。右腕に二枚刃の巨大チェーンソウ「ゲイタートゥース」を装備した義手をつけており、生来の怪力と合わせ凄まじい攻撃力を誇る。右腕以外にも眼球や骨格など体の約75％をサイボーグ化している。かつてはヘビースモーカーだったが、今は亡き娘から懇願されて禁煙しており、娘の死に関わったマックスに対しては敵意を捨てきれず、度々暴走する。
元は同社開発のWii専用ソフト『マッドワールド』に登場したキャラクターであり、前作の殺人ゲーム「デス・ウォッチ」の名前は、彼の異名として扱われている。外見や設定は前作とほぼ同様だが、先述の通りチェーンソウが二枚刃になっていたりと、右腕を中心にデザインが変更され、所属するチェイサーギルドも治安維持局下から民間団体になっている。
レオンハルト・ヴィクトリオン（Leonhardt Victorion）
声優：東地宏樹 / ジョン・キャリー
年齢：28歳 / 身長：204cm / 体重：164kg / 分類：Cyborg
キラーウェポン：ポジトロンブレード（Positron Blade）
本編（ホワイトサイド）の主人公。通称「レオ」。
ミルヴァレン司法省管轄下の治安維持局（通称BPS：Bureau of Public Safety）重犯罪者処理班の一員で、ストライク・ワンチームに所属するエージェント。元海軍特殊戦略部隊所属という経歴を持ち、生真面目で正義感が強い性格。マックスの殺処分（抹殺）指令には賛同的ではなく、後にミルヴァレン体制システムへの疑問の念を抱くようになる。
BPSの格闘術サイブリッド・アーツ（Cybrid Arts）を駆使し、両腕両足に仕込まれた陽電子の刃「ポジトロンブレード」を使用する。尚、この武器は出力を変える事でブレードを伸縮する事が可能。
『マッドワールド』にも同名のキャラクターがいたが、別人だと思われる。
ブラッカー・バロン（Blacker Baron）
声優：高木渉 / アレフ・S・キンチェン 
年齢：37歳 / 身長：205cm / 体重：256kg / 分類：Cyborg
キラーウェポン：スーパー・セクシー・フィスト・オブ・ファイア（Super Sexy Fists of Fire）
ジャックのライバルであるサイボーグの大男で、通称「BB」。ファンキーな性格と容姿だが、殺し専門の賞金稼ぎを営んでいる。
両腕には灼熱を纏う義手のグローブ「スーパー・セクシー・フィスト・オブ・ファイア」を装備。本人曰く「不死鳥のレリーフがイカス」らしい。
ベッドの上ではからっきしらしく、その事をネタに女性陣から弄られる事が多いが、物事を冷静に見つめる一面も持ち併せており、暴走しがちなジャックを「俺のようになるな」と諭していた。
元は『マッドワールド』に登場していたキャラクター。外見はさほど変わっていないが、名前と一部設定の変更、声も前作と比べると若めにされている。
前作での名前は「ブラック・バロン」。「ブラッドバス・チャレンジ」のレポーターを務め、助手のマチルダに見本として酷い目に遭わされるが、何故か生きている不死身の人物であった。また、「デス・ウォッチ」のランカー1位として君臨していたが、激闘の末ジャックに敗れる。
今作でも前作同様マチルダと共に行動しているが、彼女からは常に小馬鹿にされている。
マチルダ（Mathilda）
声優：まるたまり / マササ・モヨ
年齢：27歳 / 身長：188cm / 体重：188kg / 分類：Cyborg
キラーウェポン：アイアンメイデン（IronMaiden）
バロンと行動を共にしている素性不明の女性。
必要な事以外はほぼ何も話さない無口な性格だが、黙っていても周囲に滲み出てバレバレな程に『ド』の付くサディストである。
体のほとんどをサイボーグ化した事により、女性とは思えないほどの怪力を誇る。腰に巻き付けたベルトが鞭やバットへと変化する武器「アイアンメイデン」を使用する。
元は『マッドワールド』に登場したキャラクター。前作よりも露出が少ないデザインになっている。又、前作ではボイスが無かったが、今作ではボイスが当てられている。
ニコライ・ドミトリ・ブルイギン（Nikolai Dmitri Bulygin）
声優：大友龍三郎 / ザック・マッゴーワン
年齢：32歳 / 身長：210cm / 体重：310kg / 分類：Cyborg
キラーウェポン：テスラ・ブリッツ（Tesla Blitz）
ミルヴァレン司法省管轄下のBPS重犯罪者処理班の一員。ストライク・ワンチームに所属するエージェントで、巡査部長も務める。
元陸軍特殊部隊所属という経歴を持ち、前任のリーダー（マックス）からチームを受け継いだ後、レオ、サーシャとチームを組み行動している。ミルヴァレンの法と秩序を徹底して重んじ、犯罪者には容赦はしない。また、マックスに目を掛けられていたレオには強い嫉妬心を抱いている。
背中に背負ったリアクターから両腕に通電してその腕を振るう巨大な義手「テスラ・ブリッツ」を装備している。
サーシャ・イヴァノフ（Sasha Ivanoff）
声優：浅川悠 / キム・マイ・ゲスト
年齢：24歳 / 身長：171cm / 体重：53kg / 分類：Human（特殊なナノマシンスーツと遠隔武器を装備）
キラーウェポン：スノー・スパイクス（Snow Spikes）
ミルヴァレン司法省管轄下のBPS重犯罪者処理班の一員で、ストライク・ワンチームに所属するエージェント。
飛び級で若くして治安維持局に配属され、所轄で2年の経験を積み重犯罪者処理班に引き抜かれた。その天才的な頭脳だけではなく、BPSの格闘術もマスターするという多彩な才能の持ち主。レオとニコライと共に行動するが、レオと同様、彼女もマックスの殺処分指令には賛同的ではなかった。
BPSの最新ナノマシンスーツと、放出した遠隔武器から氷を生み出す「スノー・スパイクス」を装備し、その戦闘力は強化サイボーグやミュータントモンスターを凌ぐ。
ビッグ・ブル（Big Bull）
声優：松田健一郎 / リック・D・ワッサーマン
年齢：脳移植から4年目（生身の時は31歳だった） / 身長：288cm / 体重：1,300kg / 分類：Cyborg（脳のみ生身）
キラーウェポン：JETハンマー（Jet Hammer）
その名の通り、牛のような形の頭部をした巨大なサイボーグ。
重傷を負った肉体を捨て、機械のボディに脳を移植した。男気溢れる性格だが少々荒っぽく、もめごとは全て拳で決着をつけようとするタイプだが、その性格に惚れ込み子分となった者も多い。ジャックに敗北した後、一方的に義兄弟を名乗り、行く先々でジャックのサポートを行う。
巨大な鉄の塊にジェット推進機を取り付けた巨大なハンマー「JETハンマー」を装備しているが、脳移植する以前には八極拳を体得していたらしく、その巨体を生かした「JET八極拳」なるものも使用する。
『マッドワールド』に同名のキャラクターが登場しているが、外見や設定は大幅に異なる。
ゼロ（Zero）
声優：中谷一博 / ユーリ・ローエンタール 
年齢：26歳 / 身長：197cm / 体重：152kg : 分類：Human
キラーウェポン：銘刀鬼丸（ONI MARU） / 銘刀数珠丸（JUZU MARU）
かつて忍者と呼ばれた一族の末裔。
ビームクナイを駆使した零式忍術の使い手だが二刀流の達人でもあり、純粋な日本刀「銘刀鬼丸」と「銘刀数珠丸」の二振りを掲げている。
人体の潜在能力を強化する漆黒のナノマシンスーツを着用し、潜入系の任務を得意としている。ドローン軍の新型兵器の開発に必要なデータを採取する為に、異形のミュータントや戦闘用に強化されたサイボーグと闘う。職業柄故に様々な人物から恨みを買っているようで、高額の賞金首となっている。
ドゥルガー（Durga）
声優：山崎たくみ / サニル・マルホトラ
年齢：31歳 / 身長：199cm / 体重：147kg / 分類：Cyborg
キラーウェポン：リボルバー・キャノン（Revolver Cannon）
失った右半身をサイボーグ化した元傭兵でガルーダの戦友。トラを意識したような容姿をしている。
普段は粗暴な性格ながらも、戦闘中は冷徹で計算高く、狙う相手はたとえ女子供でも容赦はしない。生まれつき他の人間とは異なる筋肉の構造によって、常人離れした俊敏な機動力を誇る。
右足には巨大なリボルバー銃に変形させることが出来る「リボルバー・キャノン」を装備した義足を装備し、先述の機動力と合わせたキック主体の攻撃を好む。
生えている尻尾は制作スタッフのこだわりで、サイボーグ化して左右の比重が違うようになった身体のバランサーとして役目を果たしている。
ガルーダ（Garuda）
声優（英語版）クリス・エジャリー
年齢：記憶をチップに移して2年目（28歳） / 身長：260cm / 体重：1,210kg / 分類：Android
キラーウェポン：トルネードドリル（Tornado Drill）
かつては傭兵だったがとある戦争で戦死し、戦友・ドゥルガーによって頭だけをサイバネ病院へ搬送され、記憶や意識を移植したメモリーチップを量産型無人兵器ガーゴイルに搭載する事で蘇った。現在はドゥルガーと行動を共にしている。
基本的な動作はガーゴイルと同じだが、両腕には巨大なドリル「トルネードドリル」が取り付けられており、ガーゴイルの持つ機動力と併せて戦闘、攻撃を行う。
リンリン（鈴鈴、Rin Rin）
声優：沢城みゆき / ステファニー・シェー
年齢：19歳 / 身長：170cm / 体重：45kg / 分類：Human（強力なリアクター付きスーツとサイバネ暗器を装備）
キラーウェポン：炎龍（ヤンロン）
暗殺者の一族「紅龍幣」で育った殺し屋三姉妹の次女。三姉妹の中でもしっかり者で礼儀正しいが、それ故に貧乏クジを引く事が多い苦労人。
強力なリアクターを備えたナノマシンスーツと、炎を纏う二振りの巨大な扇子「炎龍（ヤンロン）」を腰に携えている。
元は『マッドワールド』に登場したキャラクター。アジアンタウンでジャックの前に立ちふさがるランカーとして登場しており、刃を仕込んだ巨大な扇子や爆弾を使用していた。今作では髪型以外のデザインが大幅に異なり、性格や口調も変更されている。
フェイリン（飛鈴、Fei Rin）
声優：生天目仁美 / ステファニー・シェー
年齢：20歳 / 身長：170cm / 体重：45kg / 分類：Human（強力なリアクター付きスーツとサイバネ暗器を装備）
キラーウェポン：紫龍（ツーロン）
暗殺者の一族「紅龍幣」で育った殺し屋三姉妹の長女。
幼少の頃から組織によって様々な暗殺術を教わり、一族に伝わる暗殺拳を使用する殺しのプロフェッショナルであるが、長女としての責任感は無く、面倒事は全て次女のリンリンに任せている。
強力なリアクターを備えたナノマシンスーツと、氷の刃を持つ槍へと変形する暗器「紫龍（ツーロン）」を腰に携えている。
アイリン（愛鈴、Ai Rin）
声優：ゆりん / ステファニー・シェー
年齢：18歳 / 身長：170cm / 体重：45kg / 分類：Human（強力なリアクター付きスーツとサイバネ暗器を装備）
キラーウェポン：黄龍（ホワンロン）
暗殺者の一族「紅龍幣」で育った殺し屋三姉妹の三女。子供のように無邪気な性格で、右目には眼帯をしている。
強力なリアクターを備えたナノマシンスーツと、雷の刃を持つ巨大なヌンチャク「黄龍（ホワンロン）」を太ももに携えている。
エドガー・オインキー（Edgar Oinkie）
声優：瀬戸川太一 / ユーリ・ローエンタール 
年齢：28歳 / 身長：218cm～300cm / 体重：150kg～350kg / 分類：Human/Mutant
キラーウェポン：ザ・ジュース（The Juice）
サイバネパーツを専門的に扱うジャンク屋で、コテコテの関西弁を喋る肥満体型の大男。
科学者だった頃にミュータントモンスターと同等の力を得る事が出来る「ザ・ジュース」という薬品を開発し、自由に投与出来るように自身の体をサイボーグ化している。その力で街にいるサイボーグを襲っては解体して売り飛ばす事で大金持ちになった後、金の力で組織を作りポート・ヴァレンダの支配者となった。
短気で乱暴という危険な性格をしているが、元々の性格なのか、ザ・ジュースの副作用によるものかは不明。
ダグラス・ウィリアムスバーグ（Douglas Williamsburg）
声優：麦人 / クリス・エジャリー 
年齢：推定180歳 / 身長：240cm / 体重：1,850kg / 分類：Cyborg
キラーウェポン：ザ・ツインズ（the twins AKA romeo and julio）
かつて妻子をミュータントモンスターに喰い殺されたという過去を持つ老人。
その際に自身も瀕死の重傷を負うものの、頭以外のほとんどをサイボーグ化する事で蘇生し、以後何十年もミュータントモンスターと戦っている。
両腕には改造して取り付けた炸裂式のパイルドライバー「ザ・ツインズ」を装備。特に決まった格闘スタイルを持たずに力任せの攻撃を行なう。
マキシミリアン・キャクストン（Maximillian Caxton）
声優：小川真司 / ロバート・パイン
年齢：45歳 / 身長：270cm / 体重：620kg / 分類：Cyborg
キラーウェポン：ポジトロンブレード（Positron Blade） / テスラ・ブリッツ（Tesla Blitz）
ジャックとレオ達が行方を追っているサイボーグの男性。通称「マックス」。
かつてミルヴァレン司法省管轄下のBPS重犯罪者処理班のリーダーだったがとある理由で逃亡し、たった数年で老人と見間違うほど老け込み、精神的にも不安定な面が見られる。尚、顔についた複数の傷は自分の爪で引き掻いた痕らしい。
サイブリッド・アーツの達人で高い戦闘能力を誇り、レオやニコライが使用している「ポジトロンブレード」と「テスラ・ブリッツ」を両腕と背中に装備している。
ベヨネッタ（Bayonetta）
年齢：500歳以上 / 身長：11.951uwh / 体重：4.67uww / 分類：Umbra Witch
キラーウェポン：ウィケッドウィーブ（Wicked Weave）
本名「セレッサ」。初回特典限定キャラクター(2012年8月2日から有料DLC配信開始)で、『ベヨネッタ』からのゲスト参加。
髪の毛を触媒に巨大な魔人を召喚する秘技「ウィケッドウィーブ」を使用し、様々な拷問技を駆使する。シナリオモードでは登場しない。

### サブキャラクター
アマラ（Amala）
声優：井上喜久子
チェイサーギルドに所属する女性ナビゲーター。軍事衛星をハックしてジャックをサポートする。
元は『マッドワールド』に登場したキャラクター。前作でもジャックのサポートを行なっていた。
容姿や性格に大きな変わりはないが、ジャックと同様、所属しているチェイサーギルドが治安維持局下から民間団体へと変更されている。
ジーニー・キャクストン（Jeannie Caxton）
声優：森樹里
マックスの実娘にして、ジャックの依頼主。

## 舞台
アルタンブラ
首都ミルヴァレンから遠く離れた町。辺境の地だけにさびれているが、多くの人間やミュータントが出入りする酒場・アサイラムが唯一にぎわっている。
ポート・ヴァレンダ
オインキーが支配する海沿いの町。ミュータント駆除の一環として衛星からマイクロウェーブが時折発射されている。

## 用語
キラーウェポン
キャラクター達が装備している武器を用いての必殺技。攻撃力が高いが、キラーウェポンゲージを消費する。

## スタッフ
- 開発：プラチナゲームズ
- プロデューサー：稲葉敦志
- ディレクター：山中雅貴[11]